# Kỳ thị nữ giới
Kỳ thị nữ giới là sự thù hận, khinh thường, hoặc hay có thành kiến đối với phụ nữ hoặc thiếu nữ. Kỳ thị nữ giới có thể được thể hiện bằng nhiều cách, bao gồm cách biệt xã hội, phân biệt đối xử giới tính, sự thù nghịch, đặt nam giới làm trung tâm, chế độ phụ hệ, đặc quyền nam giới, coi thường phụ nữ, bạo hành đối với phụ nữ, và sử dụng phụ nữ làm công cụ thỏa mãn tình dục. Kỳ thị nữ giới đôi khi có thể được tìm thấy trong các văn bản thiêng liêng của các tôn giáo và thần thoại, các triết gia phương Tây có ảnh hưởng khác nhau và các nhà tư tưởng.